# Kruistocht tegen Mahdia (1390)
De Kruistocht tegen Mahdia (ook kruistocht van Barbarije genoemd) van 1390 was een Frans-Genuese veldtocht tegen de Noord-Afrikaanse vesting Mahdia als steunpunt voor de Barbarijse zeerovers. Deze expeditie stond onder leiding van hertog Lodewijk II van Bourbon.

## Achtergrond

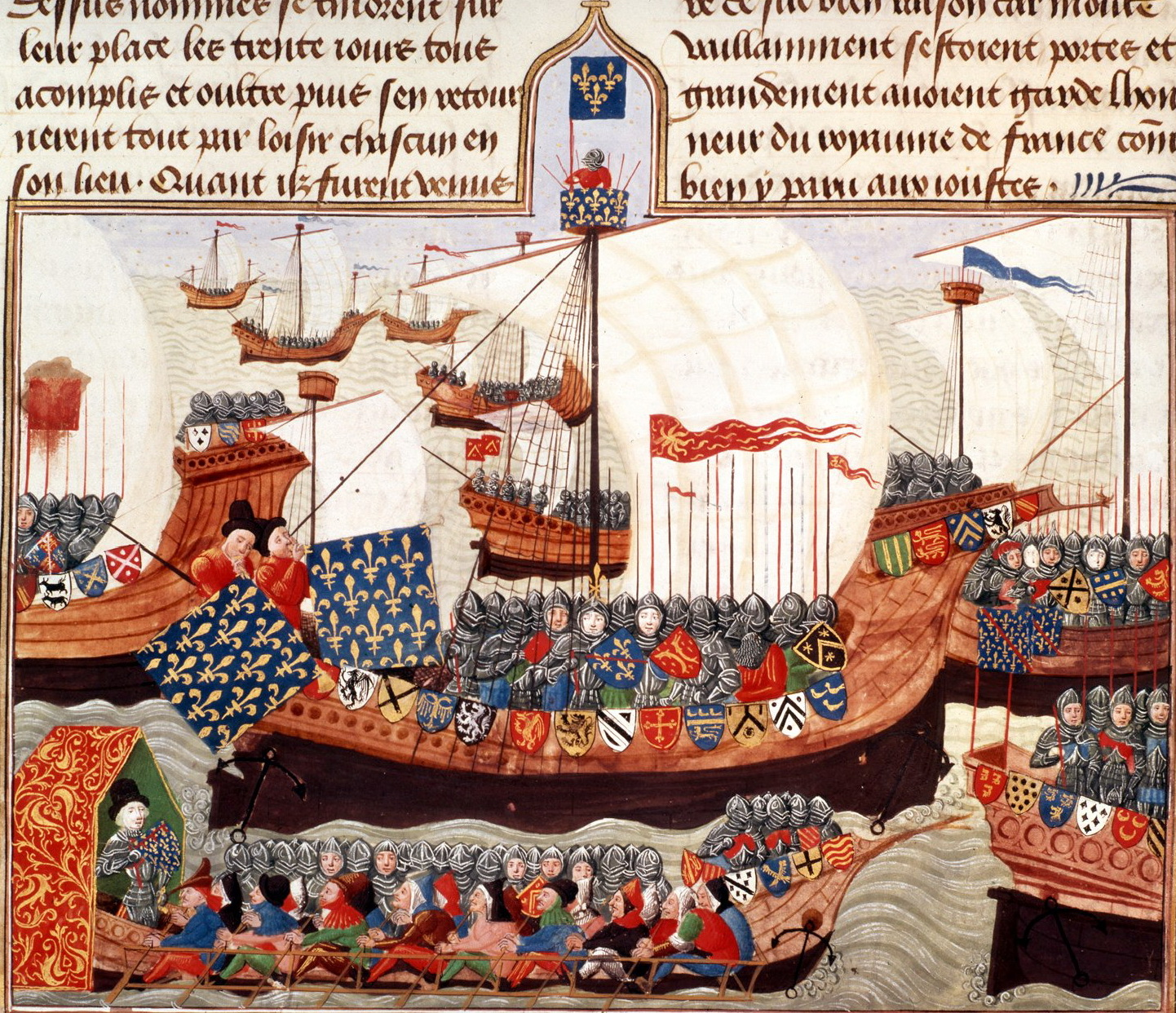
De kruisvaardersvloot op haar tocht naar Afrika (voorstelling uit een 15e-eeuws manuscript van de Chroniques de France, d’Angleterre et des païs voisins van Jean Froissart).

Deze kruistocht was een antwoord op de voornamelijk islamitische piraterij en de daarmee gepaard gaande mensenhandel (Barbarijse slavenhandel) in  de Middellandse Zee, die destijds een groot probleem vormden. Niet alleen de bemanning en passagiers van de gekaapte schepen waren slachtoffers van de rooftochten van de Noord-Afrikaanse kapers, maar ook de Zuid-Europese kuststreken werden met het oog op mensenhandel door de kapers aangedaan en de bewoners weggevoerd. De gevangenen werden meestal op de slavenmarkten verkocht of aan harems geleverd. Slavernij was tot ver in de 19e eeuw een onveranderlijke, economische factor in de Arabische maatschappij (Arabische slavenhandel).
Genua werd ernstig door deze kaperij getroffen. Eind 1389 stuurde de handelsrepubliek een delegatie naar de Franse koning Karel VI in Toulouse met het verzoek om een gezamenlijke militaire expeditie te ondernemen tegen de op de Noord-Afrikaanse kust (in het huidige Tunesië) gelegen havenstad Mahdia, die als uitvalbasis van de kapers werd beschouwd. Genua hoopte echter ook hierdoor een steunpunt voor haar handel op de Noord-Afrikaanse kust te kunnen opbouwen.

## Verloop
De uitvoering van de onderneming, die door zowel de Romeinse paus Bonifatius VIII alsook door tegenpaus Clemens VII (Babylonische ballingschap der pausen) als kruistocht werd bestempeld, werd aan de oom van de koning, hertog Lodewijk II van Bourbon, toevertrouwd, een veteraan van de Honderdjarige Oorlog. Genua zorgde voor de vloot van ongeveer honderd galeien, die onder het commando van Giovanni Centurione begin juli 1390 uitvoer. Na hun aankomst eind juli begon het beleg van Mahdia. Nadat een Saraceens ontzettingsleger was opgerukt, veranderde de strijd in een uitputtende stellingenoorlog. In het kruisvaarderskamp braken epidemieën uit en het moraal bereikte een dieptepunt.
Gelet op de naderende herfst besloot Lodewijk II ten slotte midden september om vredesgesprekken met de Saracenen aan te knopen. Men kwam een tienjarige wapenstilstand overeen, de stad Mahdia zou vijftien jaar lang de belastingen die het was verschuldigd aan de Hafsidische kalief in Tunis aan Genua afdragen en bovendien zou Lodewijk II voor zijn kosten schadeloos worden gesteld.
De kruisridders verlieten eind september Noord-Afrika. Op hun terugweg werden enkele havens op Sardinië aangevallen, die als aanvoerbasis voor de piraten hadden gediend. Daarbij werd onder andere de stad Cagliari voor Genua veroverd.

## Nasleep
Omwille van de afgesloten wapenstilstand kon de kruistocht als een succes worden beschouwd en de Franse deelnemers werden bij hun terugkeer als helden onthaald. Dit enthousiasme droeg ertoe bij dat vele Fransen in 1396 aan de oproep van koning Sigismund van Hongarije voor de kruistocht van Nicopolis gevolg gaven.